# Svatovojtěšská medaile
Svatovojtěšská medaile je ocenění, které udílí pražský arcibiskup významným osobnostem za jejich dílo. Její podobu vytvořila akademická sochařka Jitka Kateřina Trčková podle vyobrazení sv. Vojtěcha na románských dveřích katedrály v polském Hnězdně. Tuto medaili patrona pražské arcidiecéze začal udělovat v 90. letech 20. století kardinál Miloslav Vlk.

## Oceněné osobnosti
- Zdeněk Rotrekl
- Aleš Pištora
- Jiří Skoblík

### 1998
- Václav Malý[2]

### 2008
- Noël Choux
- Ludvík Armbruster[3]

### 2010
- Jaroslav Eliáš
- Tomáš Halík
- Franz Olbert
- Zdeněk Pololáník[4]
- Bedřiška Znojemská[5]
- Jan Royt
- Jiří Kuthan[6]

### 2011
- Antonín Doležal
- Richard Mašek[7]

### 2013
- Pavel Kučera
- Jan Matějka
- Jiří Stránský
- Martin Dejdar
- Miloš Doležal
- Běla Gran Jensen
- Jaromír Polišenský
- Viktor Preiss[8]

### 2014
- Jiří Sláma
- Vratislav Vaníček
- Jan Stříbrný
- Julian Golak[9]

### 2015
- Josef Mixa

### 2016
- Jiří Grygar
- Alexander Tomský
- Luděk Navara
- Hermann Reidel[10]

### 2019
- Peter Kováč[11]

### 2021
- Jan Graubner[12]